# 内野信二
内野 信二（うちの しんじ、1900年（明治33年）8月6日 - 没年不明）は、日本の海軍軍人。太平洋戦争中に第二次遣独潜水艦作戦を完遂した伊号第八潜水艦長である。最終階級は海軍大佐。

## 人物・来歴
略歴
鹿児島県出身。鹿児島二中を経て海軍兵学校49期を卒業。皇族2名を除いた席次は174名中29番。同期に原為一、長澤浩、鹿岡円平などがいる。1922年（大正13年）5月海軍少尉に任官した。
中尉時代に5艦の呂号潜水艦に乗艦し、大尉進級。水雷学校高等科へ進み、さらに同専攻科を卒業。伊号潜水艦水雷長、潜水学校教官を務め、1933年（昭和8年）11月、少佐へ進級。以後潜水学校甲種学生（潜水艦長養成過程）をはさみ5艦の潜水艦長を歴任。艦は「呂号第二七潜水艦」、「伊号第二四潜水艦」、「伊号第六五潜水艦」、「伊号第五潜水艦」、「伊号第六八潜水艦」である。「知床」副長を経て、再度の潜水学校教官として勤務中、太平洋戦争の開戦を迎えた。この教官時代は潜水艦長の大量育成が行われた時期で、通常年1期の学生を3期卒業させている。内野が「伊号第八潜水艦」長に就任したのは1942年（昭和17年）7月のことで、ガダルカナルの戦いに参戦し、同島への輸送作戦に従事。撤退作戦では陽動行動をとった。
大佐進級が目前となり、少中佐の配置である潜水艦長の任を離れる時期が近づいていたが、「伊号第八潜水艦」長として第二次遣独潜水艦作戦を命じられる。人事局は転任を考えていたが、軍令部で潜水艦作戦を担当していた井浦祥二郎は、内野の留任を働きかけ内野は在職のままとなり、作戦中に大佐に進級している。大佐の潜水艦長は日本海軍で最初の事例であり、現職の潜水艦長としては最古参となった。なおこの作戦に参加することは内野の希望でもあった。作戦終了後、第十一潜水戦隊参謀に転じ、潜水学校教官、呉潜水戦隊参謀を経て、蛟竜12隻からなる小豆島突撃隊の司令を務め終戦を迎えた。
遣独潜水艦作戦

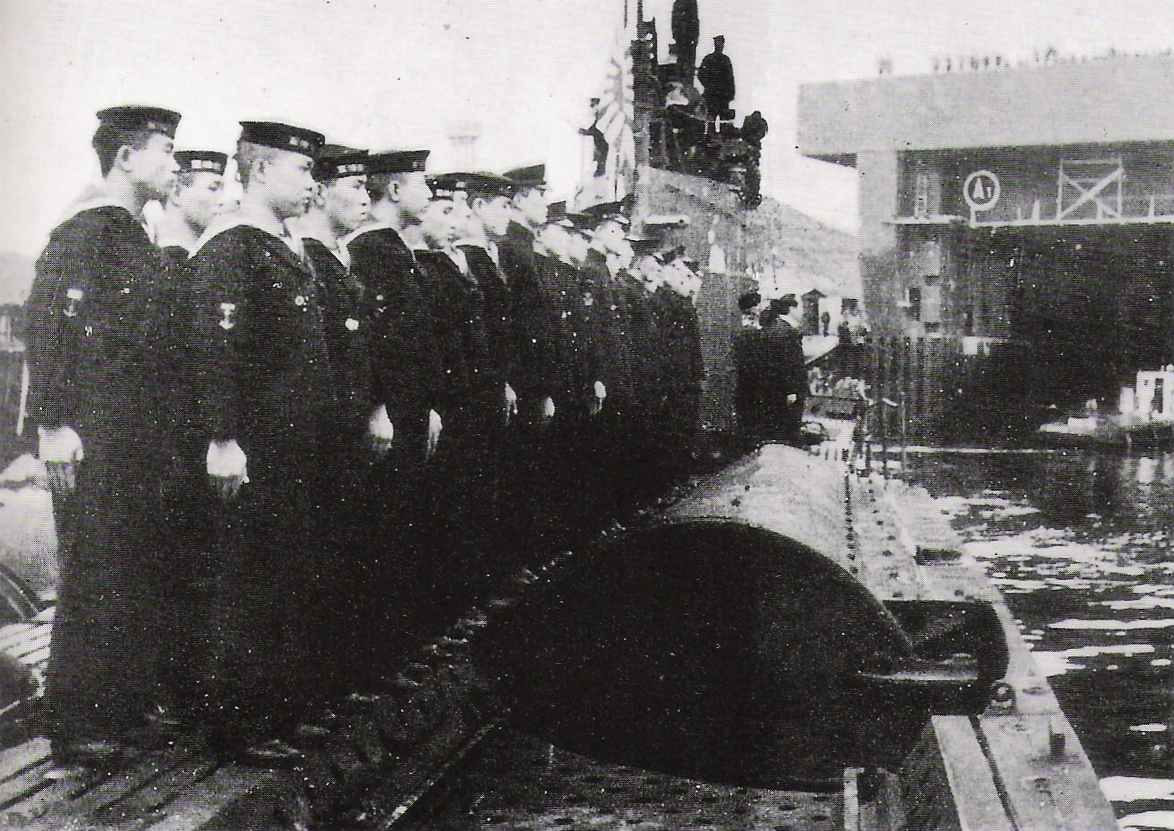
ブレストに入港直後の伊八潜と乗員
艦橋右端に内野艦長

第二次遣独潜水艦作戦は、独総統・アドルフ・ヒトラーの希望により実施に至った。ヒトラーはインド洋での連合国通商破壊戦の強化を望み、ドイツ潜水艦2隻の無償譲渡を申し入れる。1隻（「呂五〇〇潜」）は独海軍乗員により日本に回航された。しかし1隻（「呂五〇一潜」）は日本海軍によって回航することを望み、「伊号第八潜水艦」はその乗員予定者等約60名を乗せて独に向かったのである。また機密兵器の交換、戦略物資（生ゴム、錫など）の輸送、在欧人員の交代などの目的があった。
この作戦には難しい条件があった。独潜水艦を相手に対潜戦闘を重ねている連合国海軍、空軍の警戒を突破するために必須の電探（レーダー）装備と、洋上での燃料補給、独海軍との会同である。日本の電探開発は遅れていたが、呉海軍工廠電気部は懸命の努力で潜水艦用電探を装備（日本潜水艦への電探装備は初めてであった）、艦首を突き合わせる方法での潜水艦から潜水艦への燃料補給など課題を克服し、呉軍港を出航したのは1943年（昭和18年）6月1日である。｢伊一〇潜水艦｣との三回の洋上補給に成功し喜望峰に向かうが、英軍の哨戒が厳しく大きく迂回した航路をとる。喜望峰の南は荒天が続く海域であり、艦は損傷を受けつつも大西洋に到達した。
7月21日に独駐在武官からの無線連絡を受信し、独潜水艦との会合に向かう。長期間の陸地を見ない単独航海で、小艦同士の会合が果たせるか懸念があったが独海軍は周到な配慮を示し、8月2日に会合を果たす。ここで独製レーダーを装着するが、きわめて優秀な性能であった。内野は「これがなかったら大西洋を乗り切ることは不可能であった」と語っている。独空軍は「伊号第八潜水艦」が危険地帯を突破するに際し連合国哨戒部隊を攻撃する援護行動をとった。8月30日、2度目の独海軍との会同に成功。水上部隊、航空部隊の護衛を受けてブレスト軍港に入港し、阿部勝雄、藤村義一ら日本海軍武官、独海軍大将らの出迎えを受け、独国の歓迎を受けた。日独で交換された兵器は、日本側提供の 酸素魚雷・潜水艦自動懸吊装置、潜水艦無気泡発射管、最新式水上偵察機など、独側提供が電波探知機・航空機用機銃・二十ミリ四連装対空機銃・高速魚雷艇用エンジン・無線関係兵器である。
内野ら幹部はベルリンやパリを訪問し、乗員一同とパリ郊外で休養をとった。ベルリン滞在中に日独伊三国軍事同盟の一角である伊国の降伏を迎えている。訓練や帰路の準備を行い10月5日、伊号第八潜水艦は日本への帰路へ就く（横井忠雄が同乗）。港外では欧州に留まり続ける日本人が曳船に乗り、『軍艦行進曲』を歌いながら見送った。連合国の警戒は厳しく航空攻撃を受けるなど危険な場面もあったが12月5日、シンガポールに到着。ここで第三次遣独作戦に向かった「伊三四潜水艦」が撃沈されたことを知る。内野は第四次作戦に向かう「伊二九潜水艦」の木梨鷹一艦長に会い、レーダー装置を譲っている。12月21日呉軍港に帰着。204日、3万5千海里の航海であった。
｢伊号第八潜水艦｣ が送り届けた独潜水艦回航要員は、訓練終了後1944年（昭和19年）3月30日に「呂五〇一潜」に乗組みキール軍港を出航したが、5月6日以降連絡を絶つ。同艦はベルデ岬諸島付近で米海軍の護衛空母「ボーグ」によって撃沈された。「呂五〇〇潜」は1943年（昭和18年）8月7日、野村直邦を伴い日本に到着。同艦は兵器が日本製のものと適合せず、研究用とされた。
五次にわたって行われた遣独潜水艦作戦は往路で2隻、復路で2隻が撃沈等され、「伊号第八潜水艦」が唯一の成功となった。「伊号第八潜水艦」通信長は戦後、内野は「周到な準備と航路選択を行い、冷静、慎重な行動であった」と回想し、井浦はこの成功は「内野の力量にまつところが大きい」と述べている。
戦後の1947年（昭和22年）11月28日、公職追放の仮指定を受けた。

## 関連する人物
- チャンドラ・ボース
- 小島秀雄（駐独武官、第三次遣独作戦で渡欧）
- 扇一登（駐独武官補佐官、第三次遣独作戦で渡欧）
- ウルリッヒ・ケスラー（ドイツ語版）（独空軍大将、独潜水艦で来日を目指す）
- 友永英夫海軍技術中佐（潜水艦設計の権威、独潜水艦で帰国途中自決、大佐進級）
- 庄司元三海軍技術中佐（ジェットエンジン研究、独潜水艦で帰国途中自決、大佐進級）

## 関連書籍
- 吉村昭『深海の使者』文藝春秋（文春文庫）